# Grupo Santa Cruz
O Grupo Santa Cruz é um grupo empresarial brasileiro criado na década de 80 depois da fusão das empresas Viação Santa Cruz e Expresso Cristália.

## História
Ver também: Viação Santa Cruz
No início da década de 80, a Viação Santa Cruz S.A. e Expresso Cristália Ltda. se fundiram criando o Grupo Santa Cruz. Na época, a empresa criada por  Eugênio Mazon já operava em boa parte do Estado de São Paulo e se encontrava em notável crescimento após adquirir diversas empresas de transportes nas regiões de Poços de Caldas e Espírito Santo do Pinhal. Já a Expresso Cristália possuía sua sede na cidade de Itapira.
A criação do Grupo garantiu novos empregos e também melhoras nos serviços prestados pelas empresas Santa Cruz e Cristália. Com o aumento da demanda de passageiros, a empresa cresceu rapidamente. Na década de 90, o Grupo Santa Cruz adquiriu a Viação Nasser, passando a supervisionar todas as linhas desta empresa.
Em setembro de 2000, o Grupo Santa Cruz foi classificado pelo Guia Exame como uma das 100 melhores empresas para você trabalhar. Em dezembro de 2003, o grupo ganhou o certificado ISO 9001:2000 em renovação ao já conquistado ISO 9002 de maio de 2000. No ano de 2012, empresa foi re-certificada pela ISO 9001:2008.
Em 2010 foram incorporados a Santa Cruz as empresas Transul (que atuava principalmente operando linhas que ligavam o sul de Minas Gerais a São Paulo) e a Multipart (controladora da Sul Mineira Transportes, Viação Mogi Guaçu e Mogi Guaçu Transportes). Em 2011, é adquirida a Expresso Brasileiro e com isso o Grupo Santa Cruz passou a atuar também no estado do Rio de Janeiro. Com a compra, o conglomerado investiu cerca de R$ 18,9 milhões na renovação da frota da Expresso Brasileiro e também na criação de uma nova logomarca e pintura para a empresa. Em 2012, a Expresso Brasileiro foi certificada pela primeira vez pela já citada ISO 9001:2008. Em 2013, comprou as linhas federais da Empresa de Transporte Santa Terezinha de Varginha, que ligavam o sul de Minas Gerais a São Paulo.
Em 2016, modernizou sua marca e renovou parte da frota com um novo layout na cor vermelha.
Entre 2016 e 2017, decidiu incorporar as empresas Cristália e Nasser, deixando apenas a marca Santa Cruz, repassando as linhas e a frota.
Em agosto de 2017 vendeu a Expresso Brasileiro para o Grupo Águia Branca, após a aprovação do CADE e da ANTT.

## Empresas do grupo
- Viação Santa Cruz
- Viação Sul Minas
- Astrus Veículos
- Priore Veículos IVECO
- Priore Astrus Veículos IVECO

## Antigas empresas do grupo
- Expresso Cristália (extinta e absorvida pela Viação Santa Cruz)
- Viação Nasser (extinta e absorvida pela Viação Santa Cruz)
- Expresso Brasileiro (vendida ao Grupo Águia Branca)
- Transul Transportes Coletivos (extinta e absorvida pela Viação Santa Cruz)
- Jóia Transportes (extinta)
- Sul Mineira Transportes (vendida)
- Vesper Transportes (vendida)
- Viação Limeirense (vendida)
- Viação Sudeste (extinta e absorvida pela Viação Santa Cruz)
- Viação Meraumar (extinta e absorvida pela Viação Santa Cruz)
- Viação Mogi Guaçu (extinta e absorvida pela Viação Santa Cruz)
- Expresso São João São Paulo (adquirida a linha, e extinta a marca)